# همگی محاصره شده‌اید
همگی محاصره شده‌اید (کره‌ای: 너희들은 포위됐다؛ انگلیسی: You're All Surrounded) یک مجموعهٔ تلویزیونی کره جنوبی سال ۲۰۱۴ با بازی لی سونگ گی، چا سونگ وون، گو آرا، آن جه هیون، پارک جونگ مین، اوه یون آه و سونگ جی رو است. این مجموعه از ۷ مه تا ۱۷ ژوئیه ۲۰۱۴، چهارشنبه و پنجشنبه‌ها ساعت ۲۱:۵۵ (کی‌اس‌تی) از اس‌بی‌اس برای ۲۰ قسمت پخش شد.

## خلاصه داستان
همگی محاصره شده‌اید داستان ۴ کارآگاه جوان تازه‌کار را در ایستگاه پلیس در گانگنام (در سئول، کره جنوبی) دنبال می‌کند. ۴ کارآگاه تازه‌کار اون ده-گو (لی سونگ گی)، او سو-سون (گو آرا)، پارک ته-ایل (آن جه هیون) و جی گوک (پارک جونگ مین) برای اولین روز کاری خود وارد ایستگاه پلیس می‌شوند. هیچ‌یک از تازه‌کارها هرگز رؤیای کارآگاه شدن را نداشتند. سپس، آنها برای اولین بار با مدیر ارشد تیم شماره ۳، سو پان-سوک (چا سونگ وون) دیدار می‌کنند. در خط مقدم داستان این درام، کیم جی-یونگ (لی سونگ گی) قرار دارد که پس از مشاهدهٔ قتل مادرش، نام خود را به اون ده-گو تغییر می‌دهد و یک کارآگاه می‌شود. اون ده-گو شروع به جاسوسی رئیس تیم خود، سو پان-سوک می‌کند و معتقد است که او به نوعی با پرونده قتل مادرش در ارتباط است. در طول ۱۱ سال، او هرگز موفق به فراموش کردن سو پان-سوک و دخالتش در حقیقت قتل مادرش نشده‌است. او دربارهٔ گذشتهٔ سو پان-سوک و هویت واقعی او می‌آموزد و با اطرافیانش ارتباط عمیقی بر قرار می‌کند.

## بازیگران

### اصلی
- لی سونگ گی در نقش اون ده-گو / کیم جی-یونگ[۲]
  - آن دو گیو در نقش کودکی جی-یونگ
- چا سونگ وون در نقش سو پان-سوک[۳]
- گو آرا در نقش او سو-سون[۴]
  - جی وو در نقش کودکی سو-سون
- آن جه هیون در نقش پارک ته-ایل[۵]
- پارک جونگ مین در نقش جی گوک
- اوه یون آه در نقش کیم سا-کیونگ
- سونگ جی رو در نقش لی اونگ-دو
- سو یی سوک در نقش کانگ سوک-سون

### مکمل
- ایم وون-هی در نقش چا ته-هو
- چوی هیو-اون در نقش پارک سو-بین
- جانگ دونگ-هوان در نقش یو مون-به
- مون هی-کیونگ در نقش یو ئه-یون
- لی کی-یونگ در نقش شین جی-ایل
- اوه یونگ-شیل در نقش جانگ هیانگ-سوک
- سونگ یونگ-کیو در نقش جو هیونگ-چول
- لی یی کیونگ در نقش شین کی-جه

### حضور ویژه
- کیم هی-جونگ در نقش کیم هوا-یونگ، مادر جی-یونگ (قسمت ۱، ۴، ۱۷)
- لی یانگ-هی در نقش پارتنر پان-سوک (قسمت ۱، ۱۰)
- چوی جین-هو در نقش پارک سونگ-هو (قسمت ۱)
- لی هان-نا در نقش شیم هیه-جی (قسمت ۱)
- یانگ هان-یول در نقش پارک مین-سو (قسمت ۱)
- منگ بونگ-هاک در نقش معلم (قسمت ۱)
- سو یو-ری در نقش دختر کلوب شبانه (قسمت ۲)
- پارک هوی-سون در نقش مرد در قرار بدون آشنایی قبلی (قسمت ۳)
- کیم کانگ-هیون در نقش دوک‌گو سو، استاکر (قسمت ۳–۴)
- چوی یونگ-شین در نقش یون-جونگ (قسمت ۳–۵)
- لی هان-وی در نقش بیونگ، مدیر جراحی پلاستیک (قسمت ۳)
- جونگ سه-هیونگ در نقش کیم جه-مین
- چوی وو-شیک در نقش مجرم با نام چوی وو-شیک (قسمت ۴)
- کیم مین-ها در نقش جی-هی دانش آموز/گروگان (قسمت ۴)
- جو هوی-جون در نقش سو جون-وو، پسر پان-سوک (قسمت ۵)
- ایم سونگ-ده در نقش دادستان هان میونگ-سو (قسمت ۵–۶، ۱۹–۲۰)
- چوی وونگ در نقش کیم شین-میونگ مظنون فراری (قسمت ۵–۶)
- آن سه-ها در نقش لی یونگ-گو رانندهٔ شین-میونگ (قسمت ۵–۶)
- کیم جی-یونگ در نقش لی هیون-می (قسمت ۶)
- لی گوم-جو در نقش مدیر یتیم‌خانه (قسمت ۶، ۸)
- بک سونگ-هیون در نقش سونگ سوک-ون (قسمت ۸–۹)
- جو-هو در نقش سونگ سوک-گو (قسمت ۸–۹)

--- در نقش مکانیک ماشین گم شده (قسمت ۱۰–۱۱)
- مون جی-این در نقش نامزد مکانیک (قسمت ۱۰)
- هان یو-یی در نقش جوانی کانگ سوک-سون (قسمت ۱۶)
- سو یون-آه در نقش سو کیونگ-اون (قسمت ۱۶)
- جونگ دونگ-گیو در نقش کوان هیوک-جو

## تولید
لی سونگ گی هنگام فیلم‌برداری صحنه اکشن در ۹ ژوئن ۲۰۱۴، توسط چاقویی که محکم در چشم چپ او فرورفت، دچار خراش قرنیه و خونریزی داخل چشمی شد. جراحت او نیاز به چند روز استراحت داشت، که منجر به متوقف شدن فیلمبرداری و عقب افتادن پخش قسمت ۱۰ شد. یک قسمت ویژه به جای آن در ۱۱ ژوئن ۲۰۱۴ پخش شد.

## ریتینگ
- در جدول زیر، اعداد آبی کمترین رتبه را دارند و اعداد قرمز بالاترین رتبه را نشان می‌دهند.

| قسمت      | تاریخ پخش     | میانگین سهم مخاطب | میانگین سهم مخاطب | میانگین سهم مخاطب | میانگین سهم مخاطب |
| قسمت      | تاریخ پخش     | TNmS Ratings      | TNmS Ratings      | AGB Nielsen       | AGB Nielsen       |
| قسمت      | تاریخ پخش     | سراسر کشور        | سئول              | سراسر کشور        | سئول              |
| --------- | ------------- | ----------------- | ----------------- | ----------------- | ----------------- |
| ۱         | ۷ مه ۲۰۱۴     | ۱۱٫۰٪             | ۱۴٫۱٪             | ۱۲٫۳٪             | ۱۳٫۹٪             |
| ۲         | ۸ مه ۲۰۱۴     | ۱۳٫۲٪             | ۱۶٫۲٪             | ۱۴٫۲٪             | ۱۵٫۸٪             |
| ۳         | ۱۴ مه ۲۰۱۴    | ۱۱٫۵٪             | ۱۴٫۳٪             | ۱۲٫۱٪             | ۱۳٫۵٪             |
| ۴         | ۱۵ مه ۲۰۱۴    | ۱۴٫۰٪             | ۱۷٫۳٪             | ۱۲٫۸٪             | ۱۴٫۰٪             |
| ۵         | ۲۱ مه ۲۰۱۴    | ۱۲٫۰٪             | ۱۵٫۰٪             | ۱۲٫۴٪             | ۱۳٫۵٪             |
| ۶         | ۲۲ مه ۲۰۱۴    | ۱۲٫۳٪             | ۱۴٫۹٪             | ۱۳٫۲٪             | ۱۴٫۰٪             |
| ۷         | ۲۸ مه ۲۰۱۴    | ۱۲٫۴٪             | ۱۵٫۶٪             | ۱۳٫۶٪             | ۱۵٫۱٪             |
| ۸         | ۲۹ مه ۲۰۱۴    | ۱۲٫۵٪             | ۱۴٫۸٪             | ۱۲٫۸٪             | ۱۳٫۴٪             |
| ۹         | ۵ ژوئن ۲۰۱۴   | ۱۲٫۴٪             | ۱۵٫۴٪             | ۱۰٫۷٪             | ۱۱٫۷٪             |
| ۱۰        | ۱۲ ژوئن ۲۰۱۴  | ۱۰٫۳٪             | ۱۱٫۸٪             | ۹٫۶٪              | ۹٫۹٪              |
| ۱۱        | ۱۸ ژوئن ۲۰۱۴  | ۱۰٫۵٪             | ۱۲٫۴٪             | ۱۰٫۲٪             | ۱۱٫۰٪             |
| ۱۲        | ۱۹ ژوئن ۲۰۱۴  | ۱۱٫۶٪             | ۱۳٫۶٪             | ۱۱٫۰٪             | ۱۲٫۱٪             |
| ۱۳        | ۲۵ ژوئن ۲۰۱۴  | ۱۲٫۲٪             | ۱۵٫۴٪             | ۱۱٫۱٪             | ۱۱٫۶٪             |
| ۱۴        | ۲۶ ژوئن ۲۰۱۴  | ۱۳٫۱٪             | ۱۵٫۳٪             | ۱۱٫۹٪             | ۱۲٫۷٪             |
| ۱۵        | ۲ ژوئیه ۲۰۱۴  | ۱۱٫۲٪             | ۱۳٫۴٪             | ۱۰٫۷٪             | ۱۱٫۵٪             |
| ۱۶        | ۳ ژوئیه ۲۰۱۴  | ۱۲٫۰٪             | ۱۴٫۴٪             | ۱۱٫۸٪             | ۱۳٫۲٪             |
| ۱۷        | ۹ ژوئیه ۲۰۱۴  | ۱۰٫۸٪             | ۱۳٫۷٪             | ۱۲٫۰٪             | ۱۳٫۶٪             |
| ۱۸        | ۱۰ ژوئیه ۲۰۱۴ | ۱۱٫۵٪             | ۱۳٫۹٪             | ۱۲٫۹٪             | ۱۴٫۲٪             |
| ۱۹        | ۱۶ ژوئیه ۲۰۱۴ | ۱۱٫۲٪             | ۱۳٫۴٪             | ۱۱٫۲٪             | ۱۱٫۹٪             |
| ۲۰        | ۱۷ ژوئیه ۲۰۱۴ | ۱۴٫۲٪             | ۱۷٫۰٪             | ۱۳٫۴٪             | ۱۴٫۰٪             |
| میانگین   | میانگین       | ۱۲٫۰٪             | ۱۴٫۶٪             | ۱۲٫۰٪             | ۱۳٫۱٪             |
| قسمت ویژه | ۱۱ ژوئن ۲۰۱۴  | ۶٫۶٪              | ۶٫۹٪              | ۶٫۵٪              | ۷٫۲٪              |

## جوایز و نامزدی‌ها
| سال  | مراسم جوایز                                  | دسته                                      | گیرنده                        | نتیجه    | منبع |
| ---- | -------------------------------------------- | ----------------------------------------- | ----------------------------- | -------- | ---- |
| ۲۰۱۴ | هفتمین جوایز درامای کره                      | برترین بازیگر، نقش اول مرد                | لی سونگ گی                    | نامزدشده |      |
| ۲۰۱۴ | شانزدهمین جشنواره فیلم بین‌المللی جوانان سئول | بهترین اواس‌تی توسط یک هنرمند زن           | «Love, That One Word» – ته‌یون | نامزدشده |      |
| ۲۰۱۴ | جوایز درامای اس‌بی‌اس                          | برترین بازیگر نقش اول مرد در یک درام ویژه | چا سونگ وون                   | نامزدشده |      |
| ۲۰۱۴ | جوایز درامای اس‌بی‌اس                          | برترین بازیگر نقش اول مرد در یک درام ویژه | لی سونگ گی                    | نامزدشده |      |
| ۲۰۱۴ | جوایز درامای اس‌بی‌اس                          | برترین بازیگر نقش اول زن در یک درام ویژه  | گو آرا                        | نامزدشده |      |
| ۲۰۱۴ | جوایز درامای اس‌بی‌اس                          | جایزه ویژه، بازیگر مرد در یک درام ویژه    | سونگ جی رو                    | نامزدشده |      |
| ۲۰۱۴ | جوایز درامای اس‌بی‌اس                          | جایزه ویژه، بازیگر زن در یک درام ویژه     | اوه یون آه                    | نامزدشده |      |
| ۲۰۱۴ | جوایز درامای اس‌بی‌اس                          | جایزه محبوبیت نتیزن                       | چا سونگ وون                   | نامزدشده |      |
| ۲۰۱۴ | جوایز درامای اس‌بی‌اس                          | جایزه محبوبیت نتیزن                       | لی سونگ گی                    | نامزدشده |      |
| ۲۰۱۴ | جوایز درامای اس‌بی‌اس                          | جایزه محبوبیت نتیزن                       | گو آرا                        | نامزدشده |      |
| ۲۰۱۴ | جوایز درامای اس‌بی‌اس                          | جایزه بهترین زوج                          | لی سونگ گی و گو آرا           | نامزدشده |      |